# Leioproctus cearensis
Leioproctus cearensis is een vliesvleugelig insect uit de familie Colletidae. De wetenschappelijke naam van de soort is voor het eerst geldig gepubliceerd in 1908 door Ducke.